# 5e régiment d'artillerie coloniale
Le 5e régiment d'artillerie coloniale était une unité de l'armée de terre française, de l'artillerie de marine. Il est chargé de la défense de l'Indochine française de 1904 à 1945.

## Création et différentes dénominations
- 1858 : création des batteries d'artillerie de marine d'Annam et de Cochinchine

- 1900 : régiment d'artillerie coloniale de Cochinchine

- 1904 : 5e régiment d'artillerie coloniale
- 1945 : dissolution du régiment
- 1958 : création du 5e régiment d’artillerie de marine (5e RAMa) à partir du régiment d'artillerie coloniale de Tunisie
- 1959 : dissolution du 5e RAMa
- De 1959 à 1964, l’étendard est confié au groupe d’instruction du service des bâtiments et du matériel des troupes de marine puis reversé au service historique des armées. Le 5 août 1976, le 3e régiment du service militaire adapté (Guyane) reçoit la garde de l’étendard du 5e régiment d’artillerie colonial.

## Historique

### Origines du5eRAC
En 1858, l’empereur Napoléon III fait mettre sur pied des compagnies d’artillerie de marine (batteries) en Annam et en Cochinchine. Sept batteries participent aux divers combats en Extrême-Orient et se « couvriront de gloire ».
Le 7 juillet 1900, toutes les batteries sont rassemblées pour constituer le régiment d’artillerie colonial de Cochinchine.

### Jusqu'à la Première Guerre mondiale
Le 1er janvier 1904, le régiment d’artillerie colonial de Cochinchine devient le 5e régiment d’artillerie colonial, constitué de 12 batteries. En 1904 il sera en garnison à Saïgon puis au Cap Saint-Jacques.
Le 14 juillet 1913, le 5e RAC reçoit son étendard des mains du président Raymond Poincaré.

### De 1914 à 1940
De 1914 à 1918, le 5e RAC est maintenu en Indochine.

En 1918, une batterie de 75 constituée avec des éléments des 4e régiment d’artillerie colonial et 5e régiment d’artillerie coloniale forme un élément du bataillon colonial sibérien qui lutte contre les bolcheviks en Sibérie.

### Pendant la Seconde Guerre mondiale
En 1941, il participe à la guerre contre la Thaïlande.
Le 10 mars 1945, le régiment est dissous à la suite de sa destruction totale au cours du coup de force japonais du 9 mars 1945.

### Recréation en Tunisie, 1958-1959

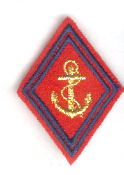
Insigne d'épaule de l'artillerie de marine.

En 1958, le régiment d'artillerie coloniale de Tunisie (RACT) change de nom et devient le 5e régiment d'artillerie de marine. Il opère en Tunisie puis dans la région Khenchela en Algérie.
En 1959, le 5e RAMa est dissous.

## Insigne du5erégimentd'artillerie coloniale
L'insigne du 5e régiment d'artillerie coloniale montre un nâga à cinq têtes (référence au Cambodge) et deux dragons (Annam)
De 1958 à 1959, le régiment garde un insigne dérivé de celui du RAC-Tunisie.

## Étendard du régiment
Il porte, cousues en lettres d'or dans ses plis, les inscriptions :
- Sontay 1883 ;
- Bac-Ninh 1884 ;
- Cambodge 1885 ;
- Laos 1893-1895 ;
- Tien-Tsin 1900 ;
- Pékin 1900.

## Décorations
Sa cravate ne porte aucune décoration.

## Personnalités ayant servi au régiment
- Henri Drouilh (1891-1943), compagnon de la Libération,
- Émile Lemonnier (1893-1945), général, tué par les Japonais.

## Sources et bibliographie
- Jean-Jacques Marquet et Richard Villeminey, Insignes et historiques des formations de l'Artillerie Coloniale et de Marine, 2002.